# Nożynko
Nożynko (deutsch Klein Nossin, kasch. Nożënko) ist ein Dorf in der polnischen Woiwodschaft Pommern. Es gehört zur Gemeinde Czarna Dąbrówka (Schwarz Damerkow) im Powiat Bytowski (Kreis Bütow).

## Geographische Lage und Verkehrsanbindung
Nożynko liegt in Hinterpommern, etwa 2,5 Kilometer westlich von Nożyno (Groß Nossin) und zwei Kilometer nördlich von Unichowo (Wundichow) an der Woiwodschaftsstraße 212 (hier Teilstück der ehemaligen deutschen Reichsstraße 158) im Tal der Skotawa (Schottow). Bis zur Kreisstadt Bytów (Bütow) im Südsüdosten sind es 16 Kilometer, und der zentrale Gemeindeort Czarna Dąbrówka im Nordosten liegt acht Kilometer entfernt. Eine Bahnanbindung besteht nicht.

## Ortsname
Frühere Namensformen sind Noßino (1376), Klein Nößinke (1717), Nossincke, Noßienke, Nossienken,  Nossien, Noßinko Schreibweisen in Dokumenten späterer Zeit; seit Anfang des 19. Jahrhunderts hauptsächlich als Klein-Nossin oder Klein Nossin. In den 1930er und 1940er Jahren schrieb man auch Kleinnossin.

## Geschichte

Klein Nossin (Kl. Nossin) südöstlich der Stadt Stolp und nordnordwestlich der Stadt Bütow auf einer Landkarte von 1910.

Schon in vorgeschichtlicher Zeit war Nożynko besiedelt. Davon zeugen zahlreiche Fundstücke wie Steinbeile aus dem 4./5. Jahrtausend vor Christi Geburt. Im Jahre 1928 entdeckte man auf der damals Lindenberg genannten Anhebung ein Urnenfeld.
Nożynko gilt als wendische Siedlung und soll um das Jahr 500 v. Chr. gegründet worden sein. Die älteste Urkunde stammt aus dem Jahre 1376, aus ihr geht hervor, dass Jasbo Pirscha mit dem Ort belehnt wurde und er somit ein Pirchsches Lehen war.
Um 1784 gab es hier ein Vorwerk, eine Wassermühle, fünf Bauern, drei Kossäten, einen Schulmeister und auf der Feldmark das Vorwerk Malenz – insgesamt 26 Feuerstellen.
Im Jahre 1787 verkaufte Georg Lorentz von Pirch Klein Nossin an die Familie von der Marwitz, in deren Besitz es bis 1945 blieb. 1849 übernahm Adalbert von der Marwitz Klein Nossin. Er heiratete Maria Anna Henrichsdorff aus einer Danziger Patrizierfamilie (Danziger Goldwasser, Der Lachs zu Danzig) und vergrößerte den Besitz durch Erwerb des Gutes Wundichow (heute polnisch: Unichowo). Nach seinem Tod wurden die Güter unter seinen Söhnen geteilt: der nachmalige General Georg von der Marwitz erhielt Wundichow und Besitzer von Klein Nossin wurde der Regierungsrat Friedrich von der Marwitz. Die Likörfabrik fiel an beide Söhne und die fünf Töchter.
Im Jahre 1910 hatten die Landgemeinde und der Gutsbezirk Klein Nossin zusammen 279 Einwohner. Ihre Zahl stieg bis 1933 auf 296 und betrug 1939 noch 245. Im Jahr 1925 standen auf dem Gemeindegelände insgesamt 24 Wohngebäude.
Bis 1945 war Klein Nossin eine Gemeinde im Amts- und Standesamtsbezirk Groß Nossin (Nożyno) im Landkreis Stolp im Regierungsbezirk Köslin der  Provinz Pommern. Die Gemeindefläche betrug 1.083 Hektar. Auf dem Gemeindegelände gab es insgesamt nur zwei Wohnorte:
- Klein Nossin
- Malenz

Gegen Ende des Zweiten Weltkriegs wurde die Gemeinde Klein Nossin am 7. März 1945 vor der anrückenden Sowjetarmee geräumt. Ein Treck zog über Schwarz Damerkow (Czarna Dąbrówka), Klein Rakitt (Rokitki), Wutzkow (Oskowo) nach Groß Massow (Mazsewo Lęborskie), wurde von dort nach Labuhn (Łebunia) und nach Linde (Linia) abgewiesen, wo er am gegen Abend des 10. März vor Tluzewo/Klutschau von Truppen der Roten Armee überrollt wurde. Davor waren hier noch einige Familien und Einzelpersonen über die Brücke der Leba gelangt, die gesprengt wurde, und hatten von Gdingen/Gotenhafen mit Schiffen über die Ostsee nach Vorpommern und Dänemark entkommen können. Am frühen Morgen des 11. März wurden die gehfähigen Insassen zum Verlassen ihrer Wagen und deren nicht mehr gehfähigen Angehörigen zur Rückkehr in ihren Heimatort gezwungen. Klein Nossin war am 8. März 1945 kampflos besetzt worden. Der Gutshof ging in den Tagen um den 15. März in Flammen auf, als sich keine sowjetischen Truppen im Dorf befanden.
Nachdem Klein Nossin nach Kriegsende als Nożynko unter polnische Verwaltung gestellt worden war, trafen im  September 1945 im Dorf Polen ein, die die Häuser und Gehöfte übernahmen. Alle restlichen Dorfbewohner wurden im Juli 1947 von den Polen vertrieben. Von da ab siedelten sich u. a. auch kaschubische Familien dauerhaft in Nożynko an.
Später wurden in der Bundesrepublik Deutschland 129 und in der DDR 54 aus Klein Nossin vertriebene Dorfbewohner ermittelt.
Das Dorf ist heute  Teil der Gmina Czarna Dąbrówka im Powiat Bytowski in der Woiwodschaft Pommern (1975 bis 1998 Woiwodschaft Słupsk).

## Kirche
Vor 1945 gehörte Klein Nossin mit seiner ausschließlich evangelischen Bevölkerung zum Kirchspiel Groß Nossin (Nożyno) im Kirchenkreis Stolp-Altstadt in der Kirchenprovinz Pommern der Kirche der Altpreußischen Union.
Der Bezug zum bisherigen Pfarrsitz blieb auch nach 1945 erhalten, obwohl jetzt eine fast ausnahmslos katholische Bevölkerung in Nożynko lebt. Allerdings gehört die Pfarrei Nożyno jetzt zum Dekanat Łupawa (Lupow) im Bistum Pelplin der Katholischen Kirche in Polen. Evangelische Kirchenglieder sind nun in die Kreuzkirchengemeinde in Słupsk (Stolp) in der Diözese Pommern-Großpolen der Evangelisch-Augsburgischen Kirche in Polen eingepfarrt.

## Schule
1736 ist für Klein Nossin erstmals eine Schule nachgewiesen. 1848 wurde in Klein Nossin die Schule mit 61 Schülern im Klassenraum eines Tagelöhnerhauses abgehalten, in dem auch die Lehrerfamilie beengt wohnte. Die räumliche Enge zwang zum Bau des ersten Schulgebäudes im Jahre 1850, das 1903 abbrannte. Im Jahre 1906 wurde ein neues Schulhaus fertiggestellt, in dem bis 1945 unterrichtet wurde. Die von den Lehrern verantwortlich  betreuten und historisch  bedeutsamen  Schul- und Dorfchroniken  gingen in den Wirren nach Kriegsende verloren.
Der Lehrer Ernst Blaurock, der in Klein Nossin von 1928 bis 1941 unterrichtete, verfasste mehrere Zeitschriftenartikel zu ortsgeschichtlichen Themen von Klein Nossin. Blaurock ging mit archäologischen Grabungen auch intensiv Fragen der vorgeschichtlichen Besiedlung Klein Nossins nach und durchforschte in den 13 Jahren seines Wirkens die Umgebung nach vorgeschichtlichem Material und baute in der Schule und den Wirtschaftsräumen seiner Dienstwohnung eine reichhaltige Sammlung auf.

## Söhne und Töchter des Ortes
- Michael Lorenz von Pirch (1687–1761), kurfürstlich sächsischer Generalleutnant
- Dubislav Nikolaus von Pirch (1693–1768), kurfürstlich sächsischer Generalleutnant
- George Lorenz von Pirch (1730–1797), preußischer Generalmajor
- Franz Otto von Pirch (1733–1813), preußischer General
- Nikolaus Heinrich von Pirch (1736–1808), preußischer Generalmajor
- Johann Ernst von Pirch (1744–1783), Oberst in französischem Dienst
- Georg von der Marwitz (1856–1929), preußischer General